# Криц, Юрген
Юрген Криц (нем. Jürgen Kriz; 5 декабря 1944 в Эрхорне) — немецкий психолог, психотерапевт, почетный Профессор психотерапии и клинической психологии в Оснабрюкском университете, Германия.

## Биография
Юрген Криц изучал психологию, философию и педагогику, а также астрономию и астрофизику в Гамбургском и Венском университетах, где в 1969 году защитил докторскую диссертацию. После должности младшего научного сотрудника в институте г. Вена (Institute for Advanced Studies in (Wien) занимал должность доцента в университете г. Гамбург (Universität Hamburg) и с 1972 года по 1974 год — профессор статистики на факультете социологии в Билефельдском университете. С 1974 года по 1999 год — штатный профессор в области эмпирических социальных исследований, статистики и философии науки в Оснабрюкском университете. В 1980 году начал специализироваться на психологии, работая (до 1999 года — профессорство в области методики эмпирических социальных исследований статистики и философии науки по совместительству) профессором психотерапии и клинической психологии. В 1999 году прошёл апробацию (получил разрешение на ведение врачебной практики) в психотерапии. С 2010 года Юрген Криц — почетный профессор.
Юрген Криц работал в Вене, Цюрихе, Берлине, Риге, Москве, США как приглашённый профессор, в том числе в 2003 году работал по программе для приглашённых профессоров «Paul-Lazarsfeld-Gastprofessur» в Венском университете. С 1994 года по 1996 год возглавлял международный экспертный комитет Wissen und Handeln (Знания и действия) Международной Конференции Будущего в Вене (Zukunftskonferenz WIZK); с 2000 года Криц является членом научного совета Общества Человекоцентрированной терапии и консультации (GwG); с 2004 года по 2008 год он был членом Научной комиссии по Психотерапии (WBP).
С 1994 года по 2017 год Криц был соредактором международного, мультидисциплинарного периодического издания Теория Гештальта (Gestalt Theory). В издательстве Springer у Крица вышла серия учебников Basiswissen Psychologie (Базовые знания психологии) на сегодня (2020 год) около 30 томов.

## Критика исследований и науки
После написание учебных пособий по статистике, обработке данных и теории науки Криц, в первую очередь, фокусировался на ограничениях формальных моделей полнозначности относительно их содержательности, а также использования в практике исследований и в практической деятельности. В обширных работах, таких как Methodenkritik empirischer Sozialforschung (1981) (Критика социальных исследований и методов) и Facts and Artefacts in Social Science (1988) (Факты и артефакты в социальных науках), Криц обосновывает, что некачественные или недостоверные результаты исследований, по большей их части, не являются следствием неправильных подсчетов или совершения некачественных действий в этапах исследований. Скорее всего, они — результат неправильного понимания базовых требований и других условий граничащих с моделью. Во многих своих достижениях, Криц работал над проблемой неправильного использования экспериментальной парадигмы (experimentellen Paradigmas) в психотерапевтических исследованиях (Psychotherapieforschung) и несоответствующего интерпретирования рандомизированных контролируемых испытаний (randomisierten kontrollierten Designs (RCT-Forschung). Криц утверждает, что исследование в психотерапии обычно, не оценивает должным образом факт нелинейных развитий и процессов изменения, а также не учитывает человека как субъекта. Условие исследования не только определяються посредством влияния учебных пособий или экспериментальной составляющей, но также в большой мере субъективным отношением пациента к значениям и их интерпретациях. Тем не менее, это делает «независимые переменные» экспериментального плана (experimentellen Designs) зависящим от интерпретаций. В таком случаи происходит нарушение базового концепта эксперимента и логики рандомизированных контролируемых испытаний.
В дополнении к этому фундаментальному отклонению в исследованиях на основе рандомизированных контролируемых испытаний в психотерапии, Криц критикует множество других вызывающих опасения предположений, которые, в основном лишены обсуждения.

## Теория человекоцентрированных систем
Развитие человека и изменения посредством терапии, консультирования или коучинга (Coaching) характеризируется множеством нелинейных процессов, где происходит взаимодействие многочисленных аспектов. Криц пытался принять это во внимание в процессе развития Теории человекоцентрированных систем. Она предполагает нелинейные взаимодействия на (по меньшей мере) четырёх уровнях: в дополнении к взаимодействию (1) психологическому и (2) межличностным процессам, которые отображены в большинстве подходов к психотерапии или консультированию — воздействие (3) соматическое (и здесь особенно относящееся к развитию), также (4) культурные процессы принимаются во внимание. Больше того, корреляция «объективных» точек зрения ученых, специалистов в области консультирования и т. д. с одной стороны, и призмы клиентов с другой стороны, играет важную роль в подходе Крица. Криц отмечает, что, например, «объективные» результаты диагностики часто имеют мало общего с эмоциональным самочувствием субъектов. Много концептов таких как «стресс» или «ресурсы» часто описывают с позиции «объективных» факторов, хотя другие аспекты — намного больше значимые для опыта и действий субъекта.
В Субъект и жизненный мир (Subjekt und Lebenswelt, 2017) Криц, подытоживая свою тридцатилетнюю работу над Теорией человекоцентрированных систем, представляет ключевой анализ взаимодействия между четырьмя уровнями процесса и корреляцией «объективных» и субъективных точек зрения. Криц демонстрирует, что отличие между «объективным» описанием, с точки зрения третьего лица, и субъективным опытом, с точки зрения первого лица, является исключительно академично-аналитическим концептом, который малозначим для понимания человеческой реальности. С другой стороны, обе точки зрения неделимо взаимосвязаны. Для того чтобы быть в состоянии понять именно свои «внутренние» импульсы (организма), нужно применять инструменты культуры (в особенности языка) собственной социальной общности к себе. Необходимо, к примеру, понимать и символически изображать мгновенное физическое восприятие таких физиологических процессов как «сильное стремление» или «печаль» или «отчаяние». Это не просто вопросы относящиеся к терминологии или семантики и синтаксису языка. Скорее, язык также автоматически транслирует метафоры, принципы объяснения и понимания, повествования, концепты действий культуры.
Формально, Теория человекоцентрированных систем основывается на парадигме самоорганизации в контексте теории нелинейных динамических систем, а именно — синергетике. После более формальных работ, к примеру, Chaos und Struktur (1992) (Хаос и структура) или Systemtheorie für Psychotherapeuten, Psychologen und Mediziner (1999) (Теория систем для психотерапевтов, психологов и врачей) в последнее время, Криц, в основном, воздерживался от эксплицитных формальных отклонений в фундаментальных понятиях, что бы работать с разнообразным, расширенным кругом читателей.

## Награды
- 2002: Трансфер-приз (Transfer-Preis) Оснабрюкского университета.
- 2004: Гран-при Виктора Франкла города Вены за выдающиеся достижения в области смыслоориентированной гуманистической психотерапии.
- 2004: Почётное членство в Обществе логотерапии и экзистенциального анализа (GLE International).
- 2009: Почетный член Системного общества (Systemische Gesellschaft (SG)
- 2014: Награда Консорциума Гуманистической психотерапии (AGHPT)
- 2015: Почётное членство в Международном обществе Теории Гештальта и её применения
- 2016: Почётная премия Общества человекоцентрированной психотерапии и консультирования (Gesellschaft für Personzentrierte Psychotherapie und Beratung e.V. (GwG)
- 2019: Награда фонда Доктора Магрит Эгнэр (Dr. Margrit Egnér-Stiftung) за «новаторские идеи и особые достижения в области антропологической и гуманистической психологии, включая соответствующие направления философии и медицины»
- 2020: Крест заслуг на ленте Ордена «За заслуги перед Федеративной Республикой Германия» (Verdienstkreuz am Bande des Verdienstordens der Bundesrepublik Deutschland)